# ノック 終末の訪問者
『ノック 終末の訪問者』（ノック しゅうまつのほうもんしゃ、Knock at the Cabin）は、2023年のアメリカ合衆国のスリラー映画。監督はM・ナイト・シャマラン、主演はデイヴ・バウティスタが務めた。本作はポール・G・トレンブレイが2018年に発表した小説『The Cabin at the End of the World』を原作としている。

## ストーリー
一家が森の中にあるキャビンで休暇を楽しんでいたところ、武器を持った4人組が突如押し入ってきた。抵抗空しく人質に取られた一家に対し、リーダー格のレナードは「世界の終末を回避できるか否かは貴方たちの選択にかかっている」と告げる。

## キャスト
※括弧内は日本語吹替
山小屋に住む家族
- エリック：ジョナサン・グロフ（福山潤）
- アンドリュー：ベン・オルドリッジ（英語版）（森宮隆）
- ウェン：クリステン・ツイ（木野日菜）

山小屋を訪問する四人組
- レナード：デイヴ・バウティスタ（楠大典）
- サブリナ：ニキ・アムカ＝バード（英語版）（森なな子）
- レドモンド：ルパート・グリント（中村章吾）
- エイドリアン：アビー・クイン（英語版）（逢田梨香子）

その他
- インフォマーシャルのホスト：M・ナイト・シャマラン

## 製作
2017年、フィルムネイション・エンターテインメントはポール・G・トレンブレイの小説『The Cabin at the End of the World』の映画化権を出版前に取得した。しかし、本作は原作小説の存在を伏せたまま製作が進められ、それが正式にアナウンスされたのは2022年7月のことであった。なお、あらすじが公表された同年3月の時点で、トレンブレイの小説のそれとの酷似を指摘する声があった。
2019年、スティーヴ・デズモンドとマイケル・シャーマンが執筆した本作の脚本はブラックリスト入りを果たした。M・ナイト・シャマラン監督は2人の脚本を読んで本作に関心を持ち、最終的に監督を務めることになった。シャマランは脚本のリライトも手掛けており、その作業は自身のキャリアの中でも最高速のスピードで行われたという。
2021年12月6日、デイヴ・バウティスタにM・ナイト・シャマラン監督の新作映画への出演オファーが出ていると報じられた。2022年2月16日、ルパート・グリントとニキ・アムカ＝バードが本作に出演するとの報道があった。3月3日、ベン・オルドリッジとジョナサン・グロフの起用が発表された。

### 撮影・音楽
本作の主要撮影は2022年4月19日にニュージャージー州で始まり、同年6月11日に終了した。なお、本作の撮影に際しては1990年代に製造されたカメラレンズが使用されたが、これは古き良きスリラー映画の雰囲気を出すことを意図してのものである。
2022年9月22日、ヘルディス・ステファンスドッティルが本作で使用される楽曲を手掛けるとの報道があった。

## 公開・マーケティング
当初、本作は2023年2月17日に全米公開される予定だったが、後に公開日は同月3日に前倒しされた。
2022年9月22日、本作のオフィシャル・トレイラーが公開された。2023年2月3日、本作は全米3643館で劇場公開され、公開初週末に1412万ドルを稼ぎ出し、週末興行収入ランキング初登場1位となった。

## 評価
本作は批評家から好意的に評価されている。映画批評集積サイトのRotten Tomatoesには334件のレビューがあり、批評家支持率は67%、平均点は10点満点で6.3点となっている。サイト側による批評家の見解の要約は「怖さが足りないなと思わせる箇所も複数あるし、ストーリーには粗もある。しかし、『ノック 終末の訪問者』は観客の思考を喚起するスリラー映画に仕上がっており、シャマラン監督が手掛けた作品の中でも上位の出来映えである。」となっている。また、Metacriticには60件のレビューがあり、加重平均値は63/100となっている。なお、本作のCinemaScoreはCとなっている。